# Anamaría Font
Anamaría Font Villarroel (Anaco, 29 de septiembre de 1959) es una investigadora venezolana en física teórica y profesora de la Universidad Central de Venezuela (UCV), conocida por sus contribuciones en teoría de cuerdas.
Es considerada una experta en técnicas de compactación de dimensiones extra en teoría de cuerdas, y fue quien introdujo la dualidad-S en teoría de supercuerdas.

## Primeros años y educación
Anamaría Font Villarroel nació en Anaco, Estado Anzoátegui, Venezuela en 1959. Al terminar sus estudios de bachillerato en 1975, se mudó a Caracas, donde obtuvo su grado cum laude en licenciatura en física en la Universidad Simón Bolívar, en Caracas, Venezuela en 1980.
Font hizo su tesis de física en la Universidad de Texas en Austin, Estados Unidos, en teoría de supercuerdas y supergravedad, obteniendo su diploma de doctora (PhD) en física en 1987.

## Docencia e investigación
Al finalizar su doctorado en 1987, ejerce investigaciones postdoctorales en Laboratorio de Física de Partículas en Annecy-le-Vieux del Centro Nacional para la Investigación Científica (CNRS) de Francia. En estos años, Font logra hacer una serie de publicaciones importantes junta con otros físicos de habla hispana como Fernando Quevedo Rodríguez y Luis Ibáñez Santiago.
Font, Quevedo y Cliff Burgess, describieron 1986 la acción efectiva más general consistente con las simetrías clásicas de las cuerdas. Junto con Quevedo e Ibañez, Font también planteó en 1990 la existencia de una nueva simetría del universo, ahora conocida como dualidad-S, contribuyendo a la segunda revolución de supercuerdas.
En 1989, Font comenzó su carrera como docente en la Universidad Central de Venezuela (UCV).
Fue docente invitada en el Centro Arnold Sommerfeld de la Universidad de Múnich, Alemania.
También es investigadora asociada Severo Ochoa del Instituto de Física Teórica UAM/CSIC.

## Honores y asociaciones
En 1991, recibe el Premio Fundación Empresas Polar Lorenzo Mendoza Fleury para científicos destacados en Venezuela.
En 1998, recibió el premio de física de alta energía del Centro Internacional de Física Teórica (ICTP) junto con Fernando Quevedo Rodríguez por sus contribuciones a la teoría de supercuerdas y sus trabajos en simetrías, dualidades y compactación de variedades de Calabi-Yau.
En 2023, Anamaría Font recibió el premio internacional L'Oréal-UNESCO a Mujeres en Ciencia, como laureada por América Latina por «comprender mejor la estructura de la materia y haber ayudado a explicar la gravedad cuántica, los primeros instantes tras el Big Bang y la relación entre el espacio y el tiempo».
Anamaría Font también es Fellow de la Academia Mundial de Ciencias (TWAS) desde 2013 y miembro de la Organización para las Mujeres en Ciencia para el Mundo en Desarrollo (OWSD).